# 中黑森應用科學大學
中黑森應用科學大學(Technische Hochschule Mittelhessen)是一間位於德國的應用科學大學。校區分布於吉森、弗里德貝格、威茲拉爾。校名取自當地地名黑森中黑森。

## 簡史
起源於1838年1月14日，在吉森成立了製圖技術學校。另外，1837年12月，在達姆斯塔特四周成立貿易學校，(今日達姆斯塔特工業大學)。所以是黑森第二老的高教機構。

## 校區
- 威茲拉爾
- 弗里德貝格
- 吉森

## 大學排名
Unirank4icu排名1663位。德國第81名。世界大學網路排名列為4730位。

## 外部聯結
校網 （页面存档备份，存于）